# Lucien Lambert (homme politique)
Pour les articles homonymes, voir Lucien Lambert (homonymie) et Lambert.
Lucien Lambert, né le 8 janvier 1905 à Cavaillon (Vaucluse) et mort le 25 septembre 1971 à Marseille, est un résistant et homme politique français.

## Biographie
Après l'obtention du certificat d'études, Lucien Lambert, fils d'un cantonnier de Sénas, enchaîne plusieurs petits métiers avant de se fixer professionnellement comme cultivateur.
Proche, dans sa première jeunesse, des milieux anarchistes, il adhère en 1935 au Parti communiste français, et entame en 1938 sa carrière politique en étant élu conseiller municipal de Sénas.
Mobilisé en 1939, il est déchu de son mandat, parce que communiste, en janvier 1940. Engagé dans la reconstruction du PCF dans son secteur, il passe à la clandestinité en février 1941 et combat parmi les FTP.
Après la guerre, il poursuit son engagement au sein du PCF, tout en militant au sein de la coopérative générale de l'agriculture, dont il est le fondateur, et à l'ARAC, dont il dirige la fédération départementale des Bouches-du-Rhône.
Membre du Bureau fédéral du PCF, il est élu député en novembre 1946, et réélu jusqu'en 1958, année où il est battu.
Après 1961, sa santé se dégradant, il s'éloigne de la vie politique.
Il meurt le 25 septembre 1971 et ses obsèques ont lieu le 28 septembre 1971.

## Détail des fonctions et des mandats
Mandats parlementaires
- 10 novembre 1946 - 4 juillet 1951 : Député des Bouches-du-Rhône
- 17 juin 1951 - 1er décembre 1955 : Député des Bouches-du-Rhône
- 2 janvier 1956 - 8 décembre 1958 : Député des Bouches-du-Rhône